# Осада Масулипатама
Осада Масулипатама — осада британцами удерживаемого французами города Масулипатама в Западной Бенгалии в рамках Семилетней войны. Осада началась 6 марта 1759 года и продолжался до штурма города англичанами 7 апреля. Англичанами командовал полковник Фрэнсиса Форд, а французскими защитниками — маркиз Юбер Конфлан.
Взятие города британцами помогло им снять осаду Мадраса.